# Kabinet-Jacobs I
Het kabinet-Jacobs I was van 19 november 2019 tot 28 maart 2020 een interim-kabinet van het land Sint Maarten onder leiding van Silveria Jacobs. Het kabinet was een samenwerking van de National Alliance (NA), de United St. Maarten Party (USP), en de onafhankelijk statenleden Chanel Brownbill, Luc Mercelina en Rolando Brison.

## Formatie
Op 22 september 2019 kwam het kabinet onder leiding van Leona Marlin-Romeo ten val toen statenleden Chanel Brownbill en Luc Mercelina hun steun aan de coalitie opzegden en uit de UD-partij stapten. Dezelfde dag bood Silveria Jacobs, leider van de NA, gouverneur Eugene Holiday een principeovereenkomst aan voor de vorming van een nieuwe regering zonder tussenkomst van verkiezingen. Het akkoord was getekend door de negen parlementsleden: vijf van de NA, twee van de USP, Chanel Brownbill en Luc Mercelina. Nadat het statenlid Rolando Brison op 28 oktober 2019 de USP verliet bleef hij de coalitie steunen.
Op 23 september 2019 diende het kabinet zijn ontslag in en ging over tot ontbinding van de Staten van Sint Maarten. De uitgeschreven vervroegde verkiezingen werden vastgesteld op 26 november, echter na het opstappen van de verkiezingscommissie werd de datum verschoven naar 9 januari 2020. De gouverneur stelde Silveria Jacobs aan als formateur van een interim-regering. Haar formatie-opdracht luidde: "voorrang te geven aan de voltooiing van de anti-witwaswetgeving, de uitvoering van overeenkomsten met Nederland over de financiering van het nationaal herstel, met inbegrip van de rehabilitatie van de luchthaven, de voorbereiding van de verkiezingen, het zetten van stappen voor electorale hervormingen en het afronden van de begroting voor 2020".
Het Kabinet-Jacobs I trad op 19 november 2019 aan. Silveria Jacobs is opvolger van Wycliffe Smith, die tussen 19 oktober en 19 november demissionair premier was nadat Leona Marlin-Romeo na een motie van wantrouwen was opgestapt.

## Samenstelling
| Ministerie                                                                             | Minister                  | Partij | Opmerkingen                      |
| -------------------------------------------------------------------------------------- | ------------------------- | ------ | -------------------------------- |
| Minister-President en tevens Minister van Algemene Zaken                               | Silveria Jacobs           | NA     |                                  |
| Minister van Justitie                                                                  | Egbert Doran              | NA     |                                  |
| Minister van Financiën en tevens Minister van Onderwijs, Cultuur, Jeugd- en Sportzaken | Ardwell Irion             | NA     |                                  |
| Minister van Volkshuisvesting, Ruimtelijke Ordening, Milieu en Infrastructuur          | Christopher Wever         |        | vice-premier                     |
| Minister van Volksgezondheid, Sociale Ontwikkeling en Arbeidszaken                     | Egbert Doran (interim)    | NA     |                                  |
| Minister van Volksgezondheid, Sociale Ontwikkeling en Arbeidszaken                     | Pamela Gordon-Lake        |        |                                  |
| Minister van Toerisme, Economische Zaken, Vervoer en Communicatie                      | Rene Violenus             | NA     |                                  |
| Minister van Toerisme, Economische Zaken, Vervoer en Communicatie                      | Melissa Arrindell-Doncker |        |                                  |
| Gevolmachtigd minister van Sint Maarten Dit is geen officiële kabinetspositie          | Silveria Jacobs (interim) | NA     | 19 - 28 november 2019            |
| Gevolmachtigd minister van Sint Maarten Dit is geen officiële kabinetspositie          | Rene Violenus             | NA     | 28 november 2019 - 28 maart 2020 |

Wescot-Williams I ·
Wescot-Williams II ·
Wescot-Williams III ·
Gumbs ·
Marlin I ·
Marlin II ·
Marlin-Romeo I ·
Marlin-Romeo II ·
Jacobs I ·
Jacobs II ·
Mercelina I ·
Mercelina II